# Shinmoe-dake
Der Shinmoe-dake (jap. 新燃岳, wörtlich: „neuer brennender Gipfel“) ist ein aktiver Vulkan auf der japanischen Insel Kyūshū auf der Grenze der Präfekturen Kagoshima und Miyazaki.
Der Vulkan ist Teil der Kirishima-Gruppe, die um die Bucht von Kagoshima liegen. Er ist 1420,8 m hoch.
Der Shinmoe-dake war das Vorbild für das Vulkanversteck im Film James Bond 007 – Man lebt nur zweimal.

## Vulkanismus

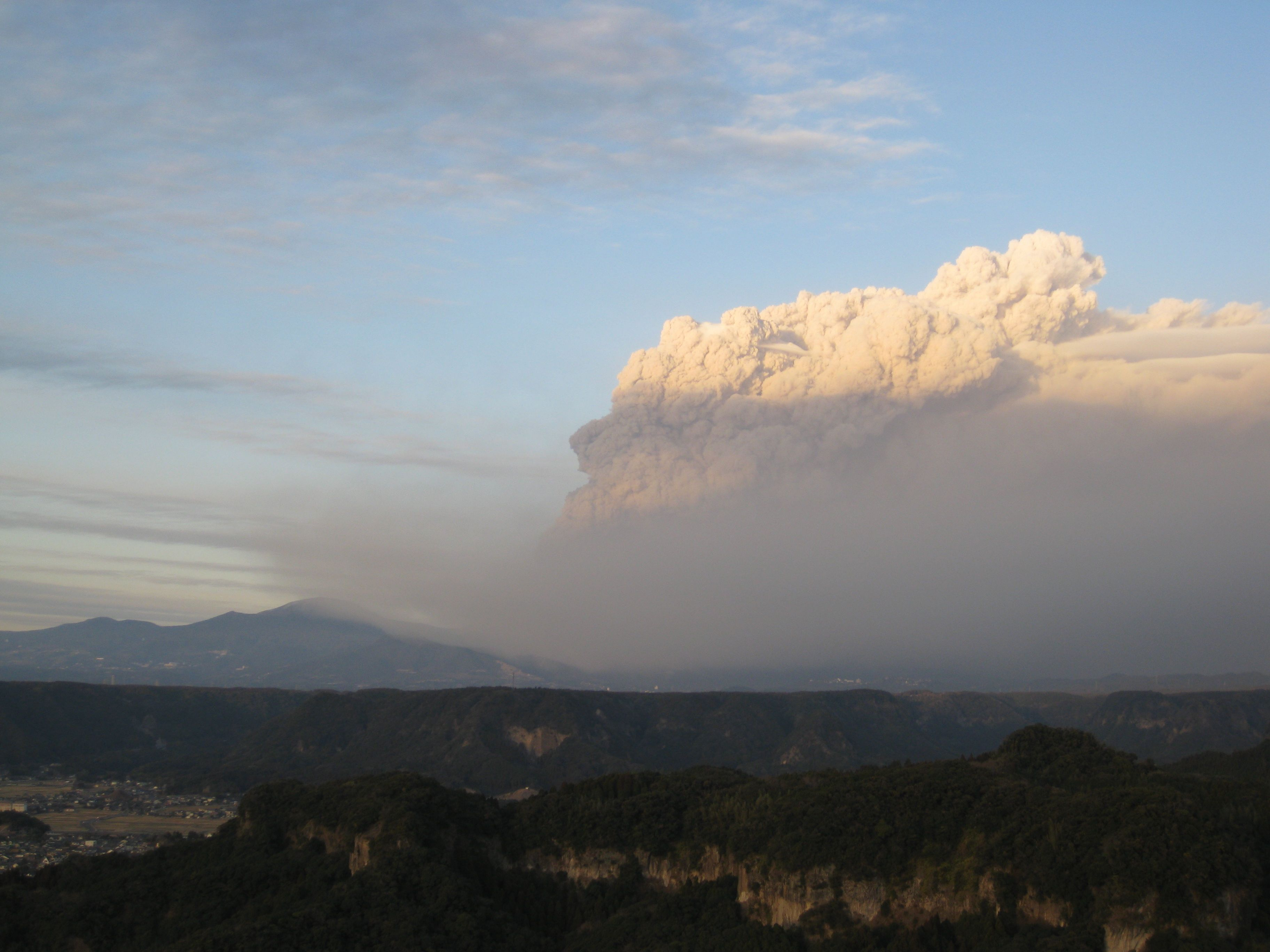
Der Shinmoe-dake am 27. Januar 2011

Der Vulkan bildete sich gemeinsam mit dem alten Karakuni-dake und dem Koshiki-dake vor etwa 18.000 Jahren aus Lavaflüssen und Pyroklasten.
Ausbrüche sind bekannt aus dem Jahre 1637, zwischen dem 11. März 1716 und dem 18. September 1717 mit pyroklastischen Strömen, Schlammfluten und pyroklastischen Fallablagerungen, bei denen 60 Menschen umkamen, sowie 1771 bis 1772 (mit Schlacke, Ascheregen, pyroklastischen Strömen und Schlammfluten).

### Neuzeit
1959, 1991 und 2008 kam es zu phreatischen Explosionen und kleineren, durch Erdbeben ausgelösten Ausbrüchen.

#### Aktivität 2011
Am 19. Januar und erneut am 26. Januar kam es zu Ausbrüchen, wobei die Rauchwolke eine Höhe von 1.500 m erreichte, kurzzeitig sogar von 7.500 m, wodurch der Flugzeugverkehr beeinträchtigt wurde.
Am 13. März 2011 folgte ein kleinerer Ausbruch mit Rauchwolken, die bis in 4.000 Meter Höhe ragten.
Durch die Ausbrüche verschwand der smaragdgrüne Kratersee, der sich auf 1239 m Höhe befand. Stattdessen entstand dort ein Lavadom mit 500 m im Durchmesser.

### 2017/2018
Im Oktober 2017 kam es zu einem Ausbruch mit einem dreihundert Meter hohen Ascheauswurf. Die Anwohner wurden gewarnt, es könne sich Asche bis 2 km entfernt ablagern.
Ab 1. März 2018 kam es erneut zu vulkanischen Aktivitäten, in der Folge wurde die Gefahrenzone auf einen Radius von 3 km um den Krater erweitert. Am 6. März erreichte die Eruption von Asche und Rauch mehr als 3.000 Meter Höhe. Am 5. April 2018 wird berichtet, dass Gesteinsbrocken herausgeschleudert werden und Asche 5000 m hoch aufsteigt. Japan hat etwa 110 aktive Vulkane, etwa 50 davon werden laufend überwacht, Shinmoe ist einer davon.